# Fekete sarlósbanka
A fekete sarlósbanka (Rhinopomastus aterrimus) a madarak (Aves) osztályának a szarvascsőrűmadár-alakúak (Bucerotiformes) rendjéhez, ezen belül a kúszóbankafélék (Phoeniculidae) családjához tartozó faj.
A magyar név forrással nincs megerősítve.

## Előfordulása
Angola, Benin, Burkina Faso, Kamerun, a Közép-afrikai Köztársaság, Csád, a Kongói Köztársaság, a Kongói Demokratikus Köztársaság, Elefántcsontpart, Eritrea, Etiópia, Gabon, Gambia, Ghána, Guinea, Bissau-Guinea, Mali, Mauritánia, Niger, Nigéria, Szenegál, Sierra Leone, Szudán, Togo és Uganda területén honos.

## Alfajai
- Rhinopomastus aterrimus anchietae
- Rhinopomastus aterrimus anomalus
- Rhinopomastus aterrimus aterrimus
- Rhinopomastus aterrimus cavei
- Rhinopomastus aterrimus emini
- Rhinopomastus aterrimus notatus

## Külső hivatkozások
- Képek az interneten a fajról
- Videók a fajról